# Mancarsi
Mancarsi è un singolo del duo musicale italiano Coma Cose, pubblicato il 14 giugno 2019 come terzo estratto dal primo album in studio Hype Aura e prodotto dai Mamakass.
Il brano è parte della colonna sonora della serie Netflix Summertime.

## Tracce
Testi di Fausto Zanardelli, Francesca Mesiano, musiche di Fausto Zanardelli, Fabio Dalè, Carlo Frigerio.
1. Mancarsi – 3:49

## Video musicale
Il videoclip, diretto da Fausto Lama, è stato pubblicato lo stesso giorno sul canale YouTube di Asian Fake.